# Oscar Oiwa

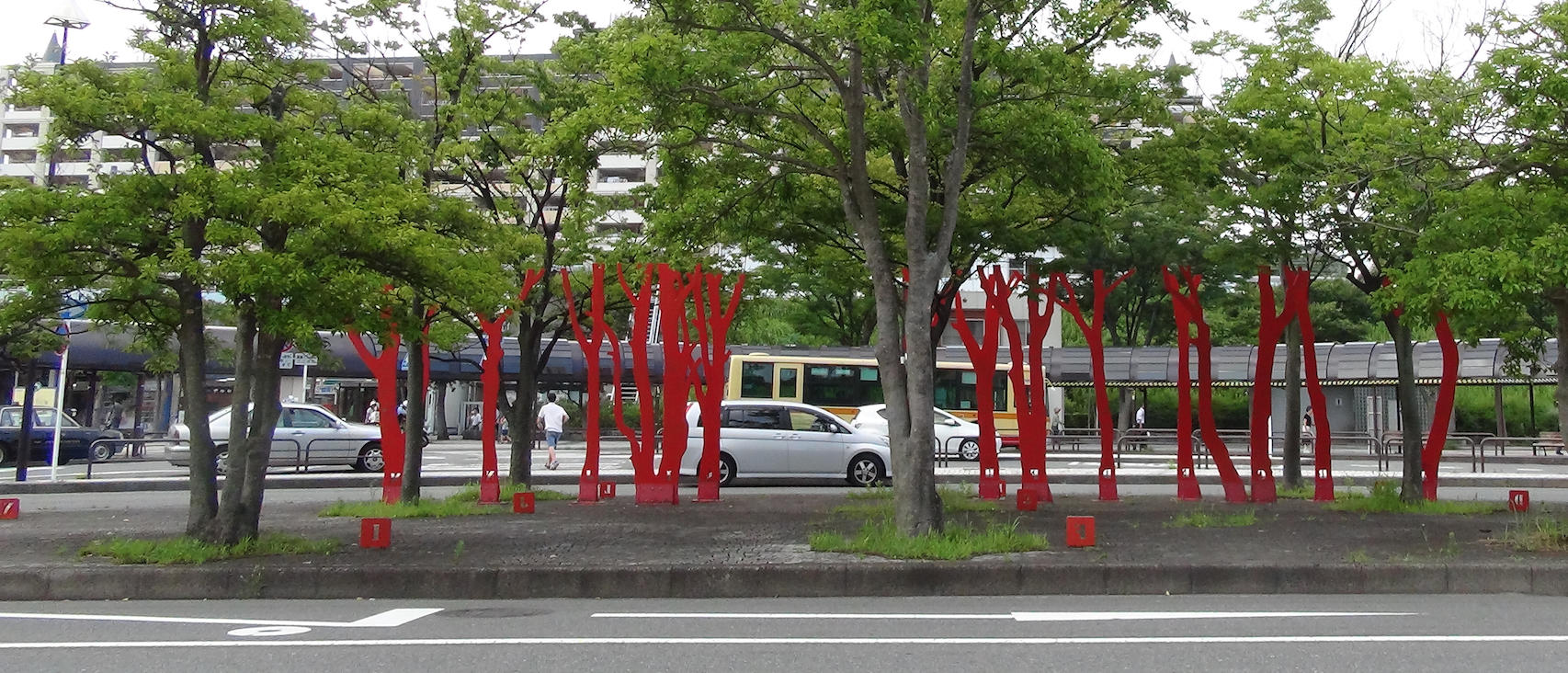
Tree Portrait, 1997, aluminum, paint, height 3m, Hongodai Station, Yokohama

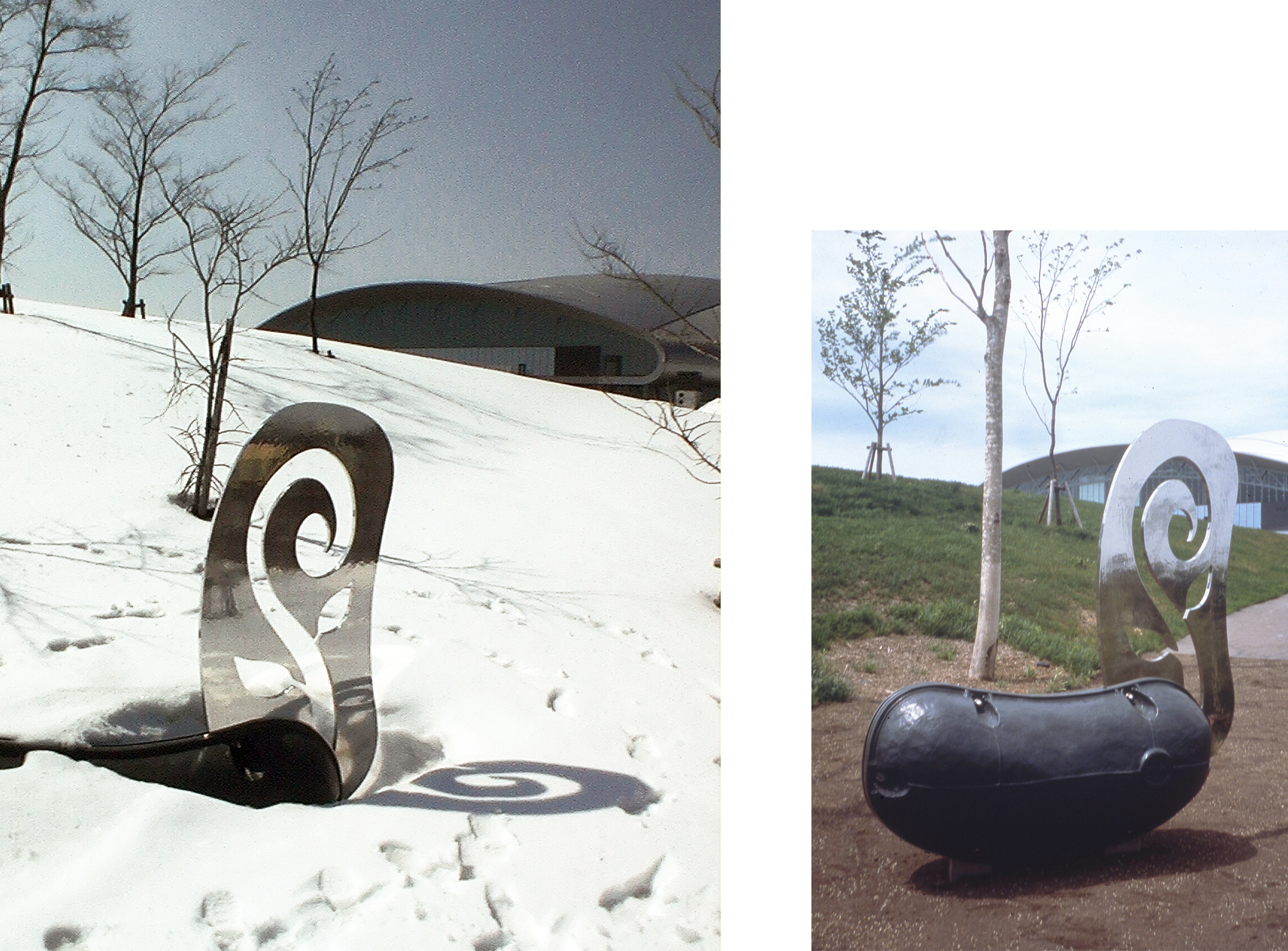
Bean (Feijao), 2000, cast iron, stainless steel, 180 x 230 x 50 cm, Sapporo Dome, Hokkaido

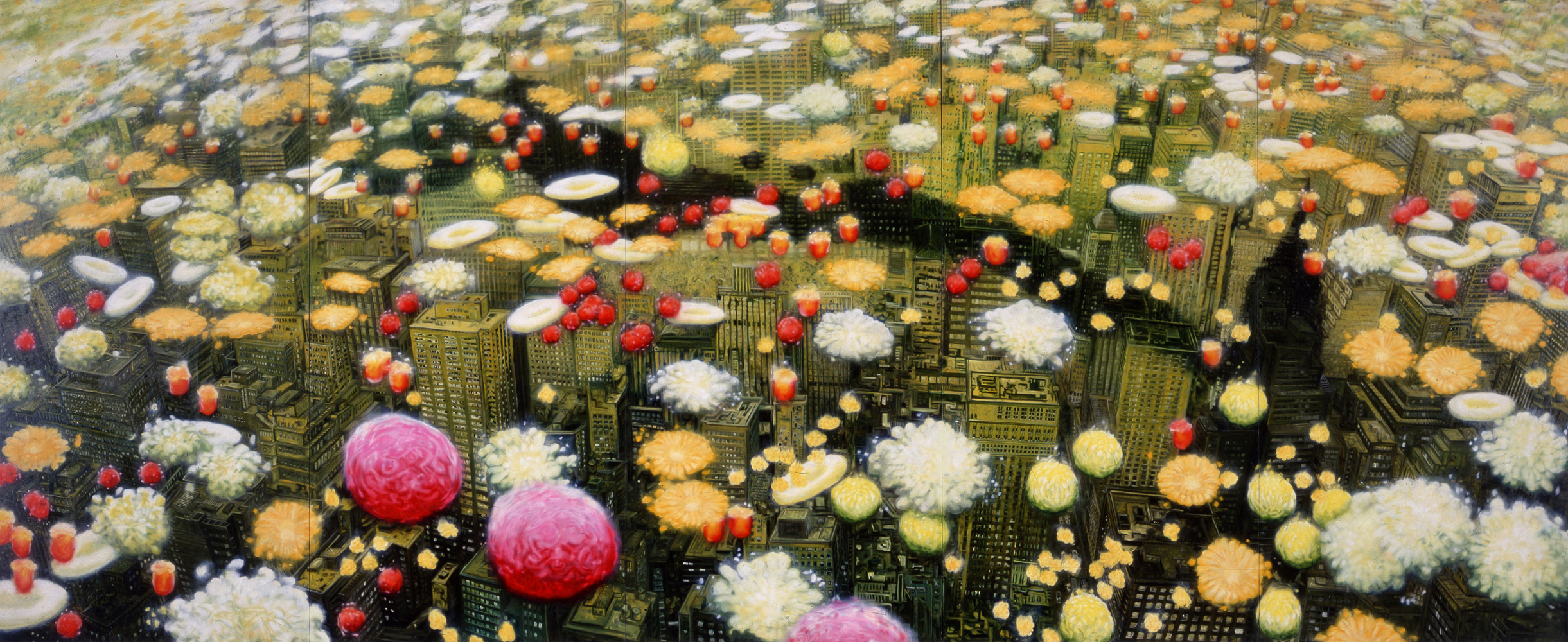
Gardening (Manhattan), 2002, oil on canvas, 227 x 555 cm, The National Museum of Modern Art, Tokyo collection.

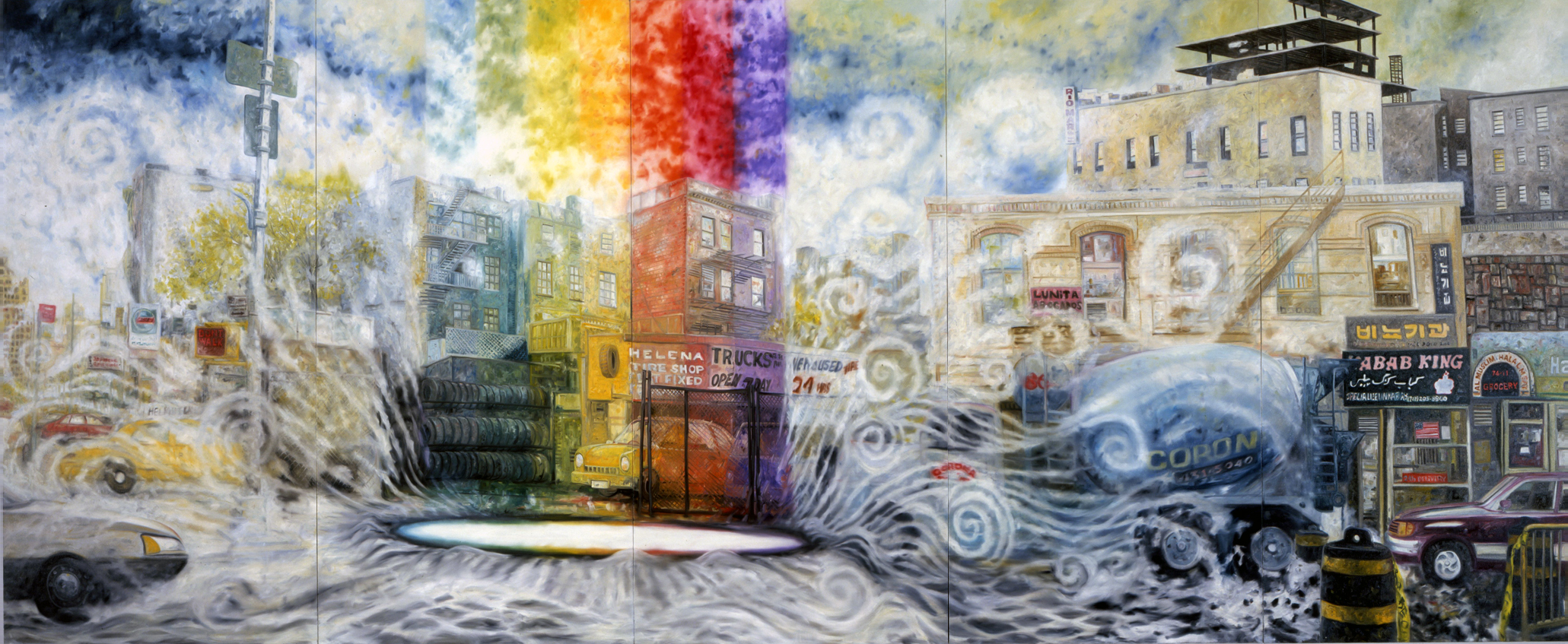
Rainbow, 2003, oil on canvas, 227 x 555 cm, Takamatsu City Museum of Art collection, Kagawa

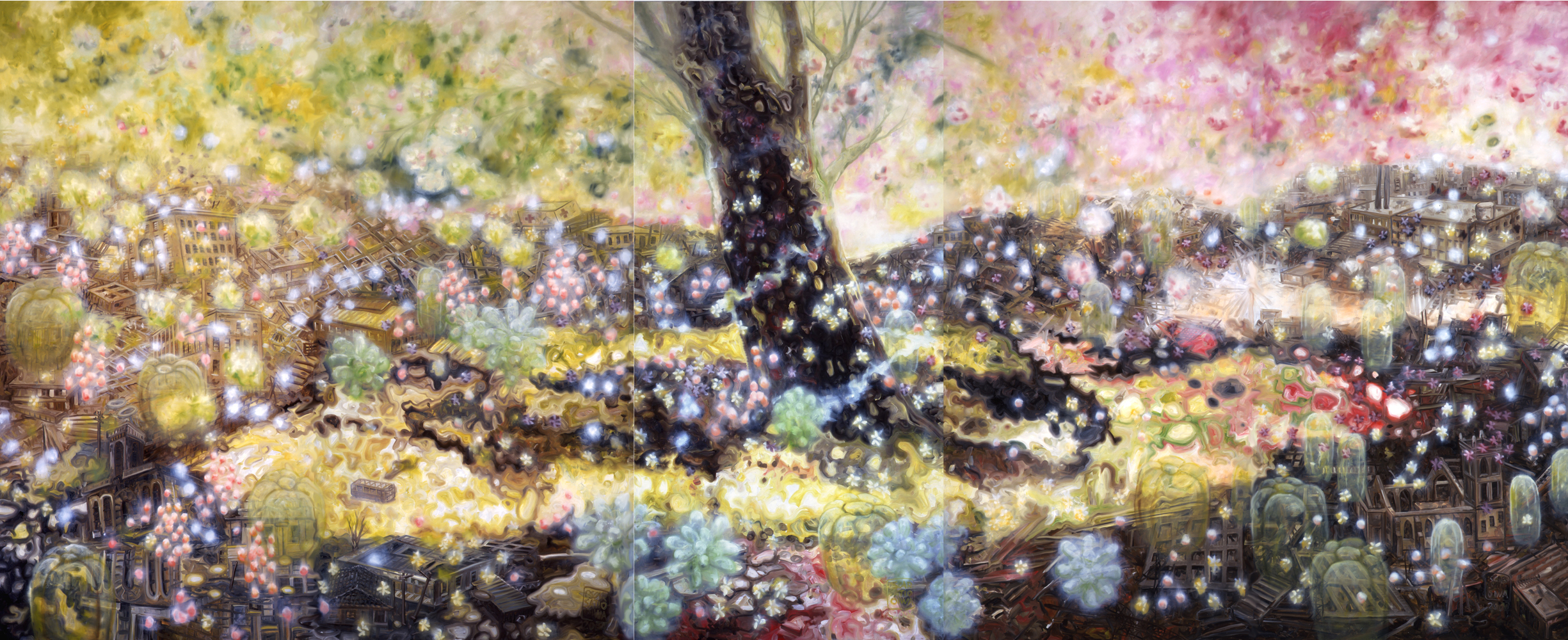
Flower Garden, 2004, oil on canvas, 227 x 555 cm, Hiroshima City Museum of Contemporary Art / private collection, Tokyo

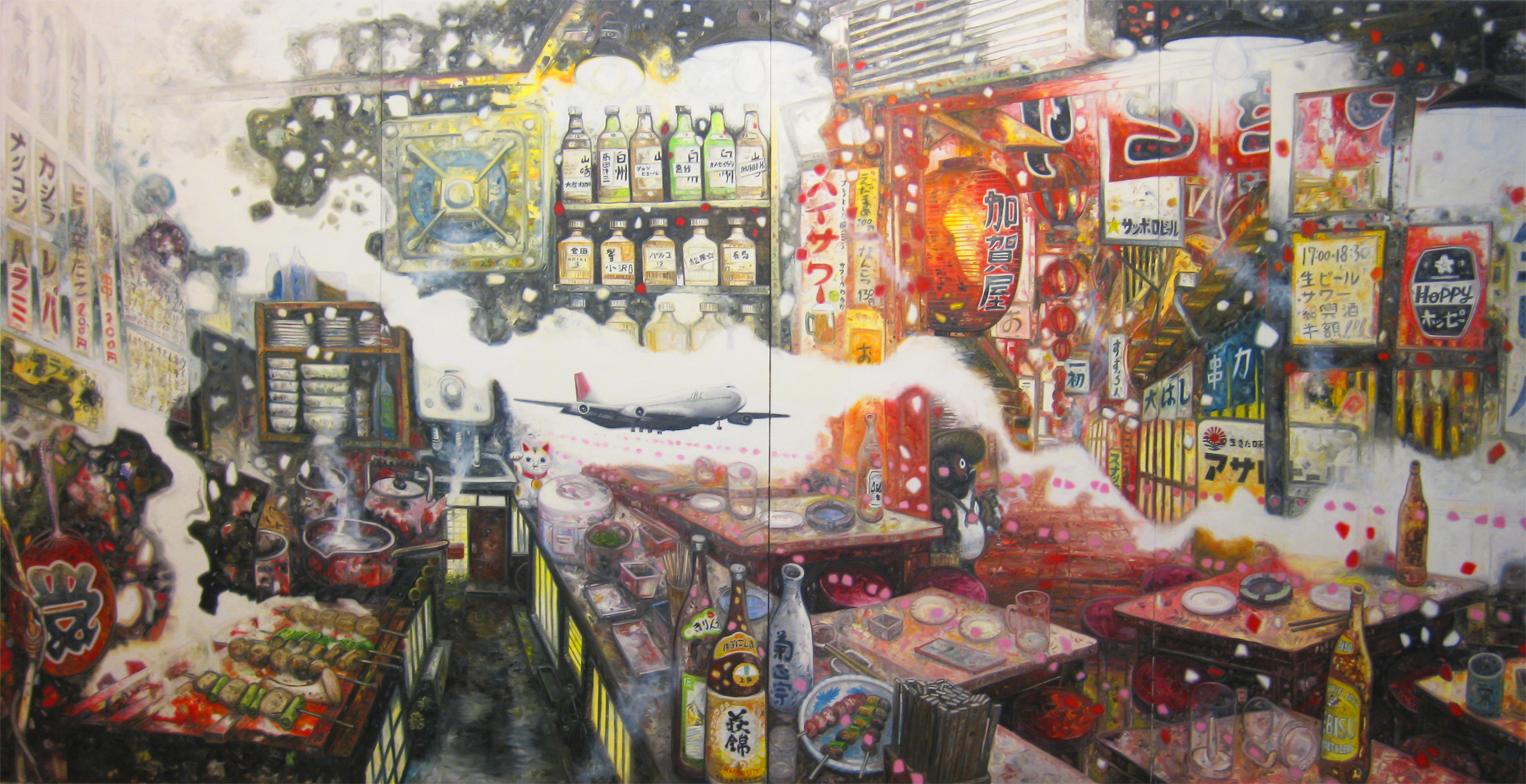
Kita Senju, 2008, oil on canvas, 227 x 444 cm, 21st Century Museum of Contemporary Art collection, Kanazawa

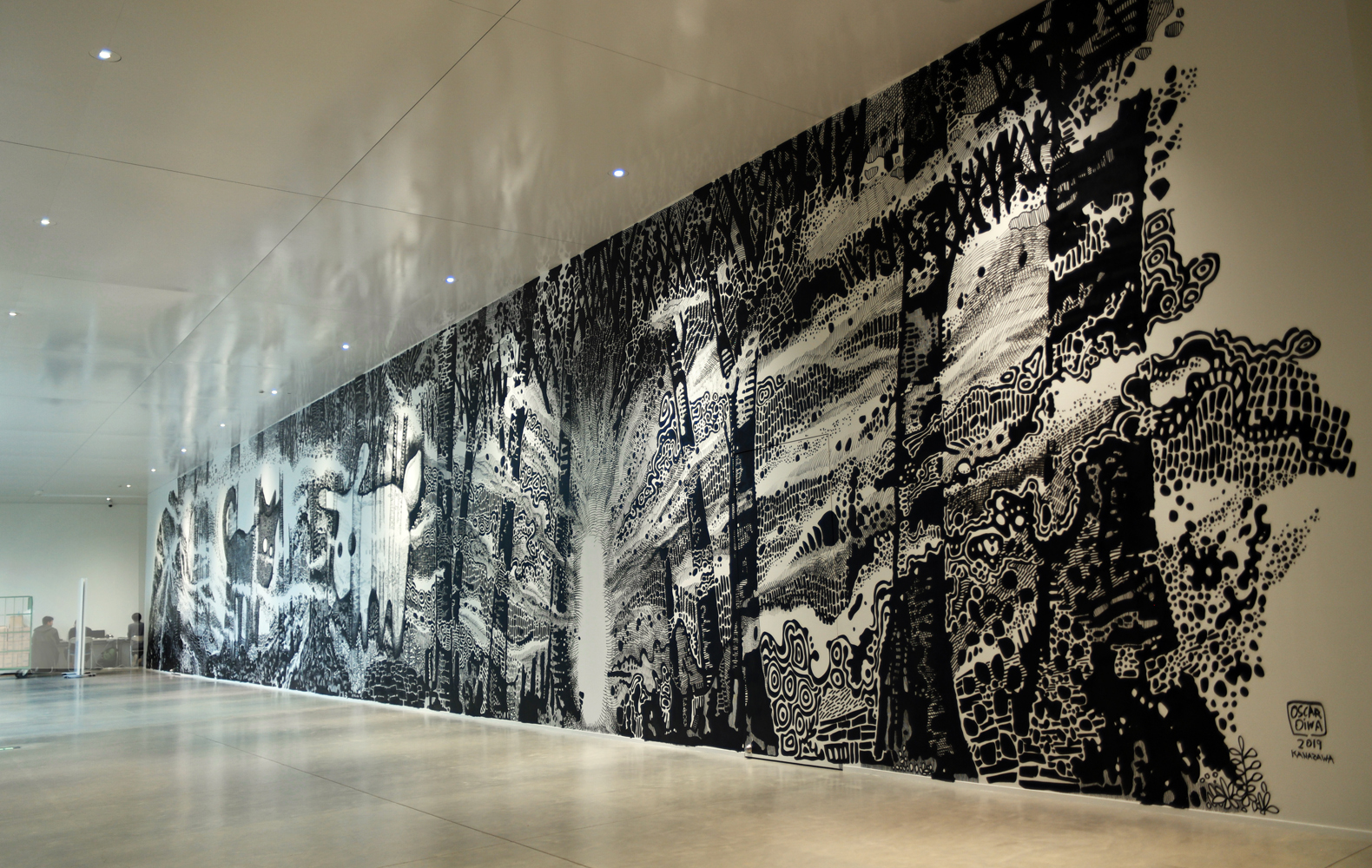
Woods wall drawing, 2019, 4 x 27 meters, 21st Century Museum of Contemporary Art, Kanazawa

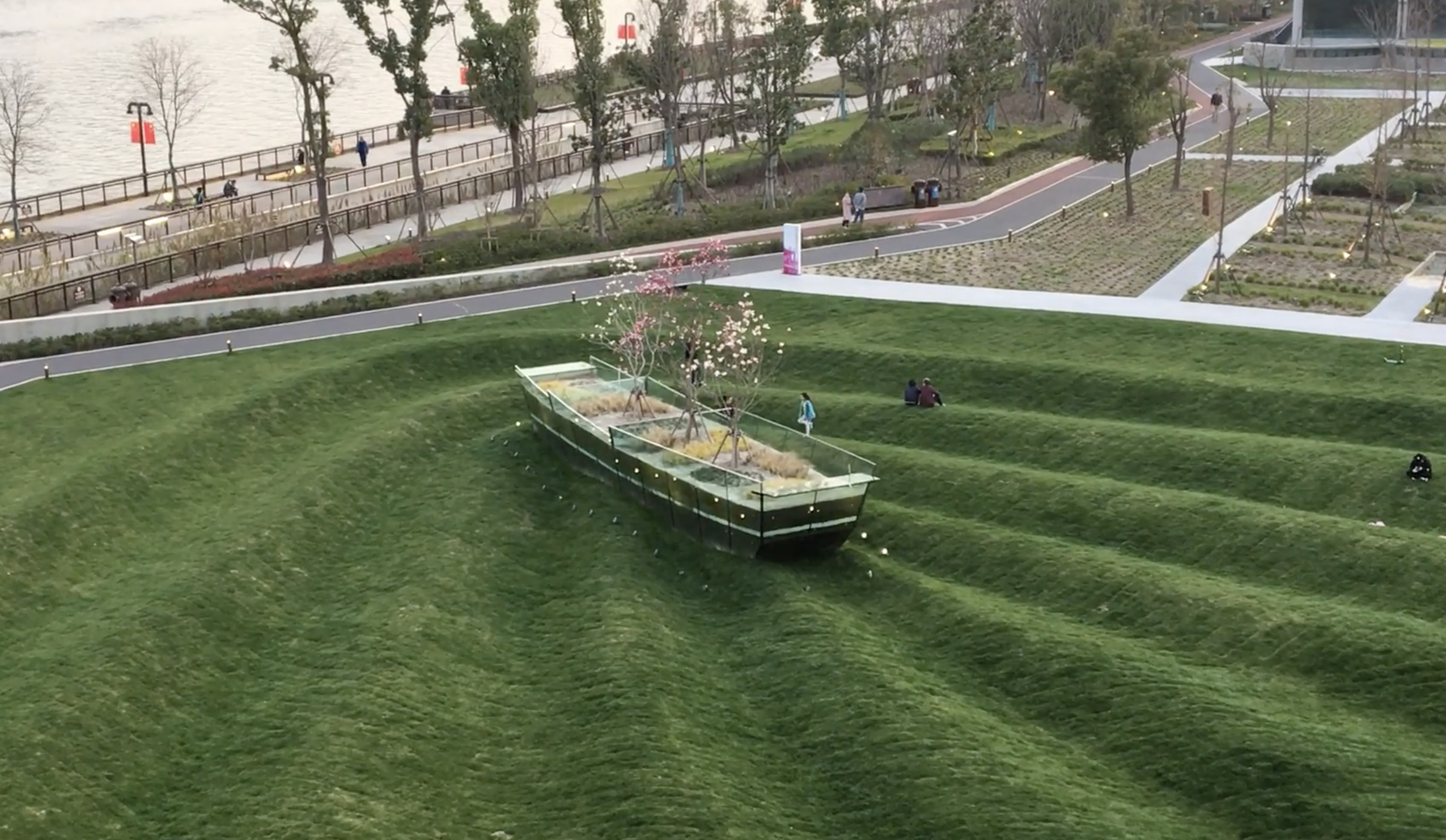
Time Shipper, 2020, Yangpu Riverside Park, Shanghai

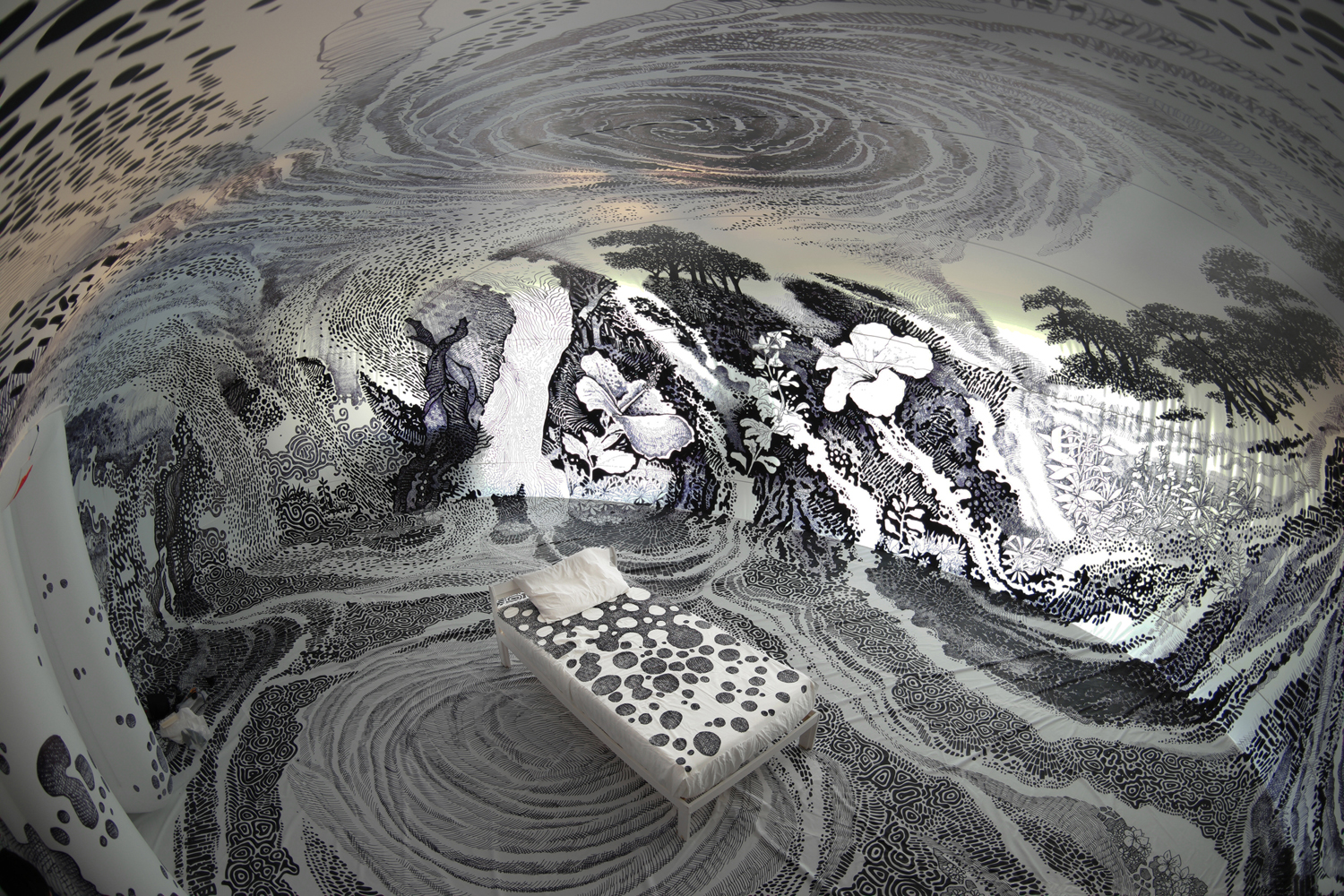
Dreams of a Sleeping World Installation, 2020, University of Southern California, Pacific Asia Museum

## Vida
Oscar Oiwa (em japonês:  大岩オスカール) nasceu em São Paulo, formou-se em arquitetura pela FAU USP- Faculdade de Arquitetura e Urbanismo da Universidade de São Paulo (1989). Participou da 21° Bienal de Arte de São Paulo ( 1991) e na mesma época foi morar em Tóquio, onde viveu por 11 anos. Possui obras em vários acervos importantes pelo mundo como por exemplo: The National Museum of Modern Art, Tokyo; Museum of Contemporary Art, Tokyo; Phoenix Museum of Art, Prince Albert II of Monaco Foundation, entre outros .Em 1995, foi passar um ano em Londres após ganhar a bolsa  The Delfina Studio Trust, artist in residence grant. Mais tarde recebeu as seguintes bolsas americanas: The Pollock-Krasner Foundation(1996), John Simon Guggenheim Memorial Foundation (2001) e Asian Cultural Conciul (2002). Em 2019 recebe a "Medalha de Honra" da Sua Majestade, o Imperador do Japão pelo seu serviço cultural prestado ao país. Atualmente reside e trabalha em Nova York . Desde 1985 tem realizado cerca de 60 mostras individuais.Foi convidado para fazer o poster dos eventos "Fifa World Cup 2014- Official Art Poster" e "Mountreux Jazz Festival 2013".

## Globalismo
Para quem não se lembra, a chegada de Oscar Oiwa no meio artístico foi logo através da Bienal de São Paulo, na edição de 1991, contava com 25 anos. A sala era impressionante o que não significa que tenha sido bem compreendida. Em primeiro lugar porque numa edição da Bienal particularmente confusa e congestionada como aquela, qualquer trabalho terminava por ser mau visto. E também porque naquela altura a cena brasileira, no momento em que a explosão conhecida como Geração 80 conhecia seu ponto de inflexão, era bem mais restritiva do que hoje em dia, com vários sinais de proibido, com os jovens artistas buscando avalizar suas poéticas empurrando-as em direção as poucas árvores genealógicas da arte brasileira além, é claro, de algumss respeitáveis referências internacionais consagradas ou emergentes. Diante disso e da relativa “orfandade” do trabalho do jovem Oiwa, salvo engano, não houve comentário digno de nota, como de resto outros trabalhos igualmente relevantes também não tiveram, sobre a sala comprida, por volta de trinta metros de extensão por dez de largura, em que o visitante se via ladeado por duas gigantescas “baleias” cinza metálicas estiradas ao longo das duas paredes.

Esta convivência da representação naturalista com o registro fabuloso-fantástico é um dos aspectos mais marcantes e característicos dos quadros de Oiwa, e permite aproximar a sua produção da tradição literária, brasileira e latino-americana em geral, do realismo mágico. O universo de autores como Jorge Amado, Alejo Carpentier, Isabel Allende ou Gabriel Garcia Marquez, para citar apenas alguns entre os mais conhecidos, é caracterizado por uma oscilação analoga, isto é, pela convivência de descrições meticulosamente naturalistas, não raramente profundamente engajadas do ponto de vista sócio-político, e páginas de literature fantástica, replete de fantasmas, milagres e metamorfoses. Aqui, o possível e o impossívelparecem conviver, o absurdo e o inexplicável tornam-se plausíveis, o fabuloso vira natural e até esperado, exatamente como acontece nos quadros do Oiwa. As flores gigantes, ao mesmo tempo alegres e ameaçadoras, que pairam sobre Nova York em Gardening (Manhattan) (2003), ou a neve preta que desce sobre São Paulo em Black Snow (1997), são eventos bíblicos, majestosos, comparáveis `a insônia e a amnésia que afligem os habitantes de Macondo em Cem anos de solidão, ou, mais tangivelmente, aos milhares de bilhetes, com os nomes de todas as coisas, que eles vão colando em tudo, numa tentative desesperada de arrestar a perda de qualquer memória.
A aproximação da pintura de Oiwa a um gênero literário tipicamente latino-americano, contudo, não deve sugerir uma leitura redutiva ou regionalista da sua obra. Pelo contrário: entre os artistas brasileiros de sua geração, Oiwa é certamente um dos que mais rápida e profundamente se emanciparam do contexto local, tendo vivido grande parte da sua vida, e construído sua carreira, entre Europa, Japão e Estados Unidos. Muito além do contexto latino-americano, a simultaneidade de registros distintos, assim como a riqueza inesgotável de fontes e referências detectáveis nos seus quadros, comprovam o caráter eminentemente globalizado e pós-moderno da pinturado Oiwa, se com isso entendemos seu ser em constante transformação, permeável aos estímulos mais diversos, contraditória e irônica. Nas palavras de David Harney, que sobre a condição pós-moderna escreveu um livro fundamental, na literature pós-moderna a fronteira entre ficção e ficção científica sofreu uma real dissolução. Nos quadros de Oiwa presenciamos a dissolução, análoga, de qualquer distinção entre registros e gêneros: caricaturais e poéticos, engajados e alegóricos, divertidos e trágicos, eles escapam qualquer definição pré-concebida, ou melhor, englobam-nas todas em algo novo, dificilmente definível e irreduzível a qualquer sistema maior ou mais abrangente (o que reafirma seu caráter pós-moderno, se, como dizia Lyotard, o pós-moderno é simplesmente incredulidade diante das metanarrativas ).

Sempre ecumênico,  Oiwa volta sua perspicácia para a comunidade política em geral. Em G-8 Meeting, de 2007, o artista distribui num cenário de jardim os mascotes representando grandes potências mundiais, aparentemente chegados a bordo de um iate. O monte de escombros que Oiwa, o delator, acumulou no canto inferior direito do quadro nos remete a maneira como o resto do mundo vive. Ao fundo, uma mansão elegante, apropriada para a reunião de cúpula. Sobre a cena, o artista espalhou um bonito padrão `a maneira como esses desenhos foram usados em painéis decorativos do período Momoyama, no Japão. Os participantes estão reunidos no gramado para um piquenique ou para dividir as sobras. Trata-se de uma associação de super-heróis de quadrinhos. A Itália é representada pela musa de quadrinhos eróticos, Valentina, que porta uma câmera fotográfica como se fosse uma metralhadora e leva `a tiracolo, por sobre os seios  nús, a bandoleira com filmes e acessórios. Suas botas em padrão de camuflagem quase alcançam a parte inferior de sua calcinha-biquíni. Representando a França, Asterix o gaulês se apresenta vestido como um foragido das Valkírias. Ele faz um  brinde a Wallace, o representante do Reino Unido, que está comendo. Os dois têm uma garrafa de champagne no balde de gelo. Em primeiro plano, o terno Misha, ursinho mascote olímpico da URSS. E há ainda os super-heróis “malhados”: Ultraman, o protagonista de efeitos especiais, representando o Japão; Capitão América, de pés grandes, ao qual a Alemanha se agarra para garantir a sua sobrevivência; e, de vermelho e branco, o Capitão Canuck, que se parece com o Capitão América (de quem poderia ser primo), representando o Canadá. Ao fundo, Mafalda varre, dócil como uma monje zen. Personagem do quadrinho argentino criado nos anos 60. Mafalda é uma menina de seis anos de idade, filha de família argentina proletária, que tem opiniões formadas sobre política contemporânea. Idealista e com pontos de vista de esquerda, ela sonha trabalhar como intérprete nas Nações Unidas quando crescer. Nesta obra, ao invés de desempenhar esse papel, ela assume a tarefa de limpar com a vassoura a sujeira do G-8. Única representante da América Latina, ela não é hóspede, mas serviçal. (…)
Diante de favelas em megalópolis tais como São Paulo, Dacca, Rio ou Tóquio, nos perguntamos: “Como se pode viver assim?” E ficamos imaginando: “De que modo, por meio de más decisões e negligência, a maior potência industrial na maior economia do mundo tornou-se um baldio industrial?” Observamos os líderes mundiais e nos perguntamos se, ao desempenharem seus papéis na esfera pública, eles ficam cegos para as Mafaldas que varrem ao fundo.  Gostaríamos de saber como é possível a Guerra continuar e as pessoas viverem em meio a elas. Como diz Tolstói, não há limite para as coisas as quais as pessoas podem se acostumar, especialmente se elas se percebem diante de poucas alternativas que, constatam, todos os outros aceitam. A obra de Oiwa é um deleite para os olhos e a mente, com personagens de quadrinhos animados `as margens do apocalypse. Ele nos deleita e nos deixa intranqüilos com nossa cegueira e excesso de pactos.

## Principal Exposições Individuais
Oiwa tem realizado cerca de 60 exposições individuais ao redor do mundo desde 1985.

- 2020-“The Dreams of a Sleeping World”, USC Pacific Asia Museum, Pasadena
- 2019-“After Midnight”, Mizuma, Kips & Wada Art, New York
- 2019-“Black and Light”, Cadillac House, New York
- 2019-“Journey to the Light”, 21st Century Museum of Contemporary Art, Kanazawa
- 2019-“Oscar Oiwa”, Hangar Art Center, Brussels
- 2019-“Oscar Oiwa”, Maison de la culture du Japon à Paris, Paris
- 2018-A Light-filled Ginza, Tokyo Gallery, Tokyo
- 2018-“Oscar Oiwa in Paradise-Drawing the Ephemeral”, Japan House, São Paulo
- 2018-“The Light from the Forest”, Keumsan Gallery, Seoul
- 2016-“The World is filled with Light”, Art Front Gallery, Tokyo
- 2011-“After Midnight”, Thomas Cohn Gallery, São Paulo
- 2011-“Oscar Oiwa”, National Art Museum, Rio de Janeiro
- 2009-”Asian Kitchen”, BTAP, Beijing
- 2008-“The Dreams of a Sleeping World”, Museum of Contemporary Art Tokyo / Fukushima Prefectural Museum of Art, Fukushima / Takamatsu City Museum of Art, Kagawa (-2009)
- 2007-“Fire Shop”, P.P.O.W., New York
- 2006-“Invisible Reflex”, Ikeda Museum of 20th Century Art, Shizuoka
- 2006-“Gardening with Oscar Oiwa”, Arizona State University Art Museum, Arizona (-2007)

## Livros
Oiwa,Oscar (1995). Art At First Time.Skydoor Inc., Tokyo. ISBN 4-915879-22-4.
Oiwa,Oscar (2000). ART&ist,Gendaikikakushitsu Publishers,Tokyo. ISBN 4-7738-0014-3
Zeitlin,Marylin (2006). Gardening with Oscar Oiwa: New Paintings, Arizona State University Art Museum ,Phoenix. ISBN 0-9777624-2-4
Chinzei,Yoshimi and Yamashita,Yuji (2008). Oscar Oiwa: Painting in the Age of Globalization,Gendaikikakushitsu Publishers, Tokyo. ISBN 978-4-7738-0801-8
Chinzei,Yoshimi ; Bucci,Angelo and Minemura,Toshiaki(2009). Asian Kitchen, Tokyo Gallery + BTAP, Tokyo/Beijing. ISBN 978-4-904149-00-3